# 櫻井貴史
櫻井 貴史（さくらい たかし、1979年3月17日 - ）は、日本のファッションモデル、俳優である。茨城県常陸太田市生まれ。株式会社ティ所属。

## 概要
- 高校在学中からモデルを始める
- 1997年にCM『カロリーメイト』にてサーファー役として石田ひかりと共演し注目される。
- 『MEN'S CLUB』2004年8月号よりレギュラーモデルとして登場し、2006年1月号より単独表紙に抜擢される。当時メンズファッション誌において誌面モデルが表紙に抜擢されるのは異例であった事もあり同号にて特集が組まれた。2007年8月号まで表紙を飾る。
- FINEBOYS + plus SUITをはじめ、数々男性誌の雑誌の表紙を飾る。
- 2008年にユニクロのワールドキャンペーンのモデルにも抜擢されている。
- 2009年より所属事務所をINDIGOからパール (芸能事務所)へ移籍、2013年に所属事務所をINDIGOへ移す。
- 雑誌『Gainer』2013年10月号よりレギュラー
- CM『シュウェップス』にて菜々緒と共演し注目を集める。
- 雑誌『OCEANS』2015年8月号よりレギュラー
- 雑誌『東京カレンダー』2017年6月号よりレギュラー
- メンズコスメブランド DARIYA CORPORATION　green bottle イメージモデル2017年
- 雑誌『東京カレンダー』表紙2018年3月号～現在
- 『MEN'S CLUB』表紙2019年4月号～現在
- エスティローダー香水『aramis』アンバサダー2019年〜2020年
- 公式YoutubeさくCHANNEL開設
- 雑誌Hotel wedding 表紙(男性初）2021年11月（2022 No.47）
- 令和４年１月１日個人事務所となる株式会社ティ（T.inc)を設立

### 雑誌
- MEN'S CLUB　ハースト婦人画報社
- Gainer 光文社
- Bigin　世界文化社
- FINEBOYS + plus SUIT 日之出出版
- EVEN 枻出版社
- OCEANS 株式会社インターナショナル・ラグジュアリー・メディア
- 東京カレンダー アクセス・パブリッシング
- Forbes Japan
- Hotel wedding

### テレビドラマ
- らんぼう・2（日本テレビ、2007年2月6日）
- 黒い太陽SP 07（テレビ朝日、2007年9月21日）
- ジョシデカ!-女子刑事- 桜田 雅人　役（TBS、2007年10月〜12月）
- 課長島耕作 平綱　圭一　役（日本テレビ、2008年6月25日）
- 水曜ミステリー9 付き人女優 安野すみれ　楽屋裏事件ファイル 赤松雅司役（テレビ東京、2009年1月21日）
- 月曜ゴールデン『女取調官』〜嬉野温泉・唐津・長崎殺人ルート〜 御子柴明彦 役（TBS、2011年1月24日）
- 月曜ゴールデン『女取調官2』〜東京〜佐賀・玄界灘 同時殺人の謎〜 御子柴明彦 役（TBS、2012年2月20日）

### テレビ番組
- オモ☆さん（テレビ朝日、2007年4月11・18日）
- スーパービンゴナイト！（TBS、2007年 9月28日）
- オールスター感謝祭'07秋超豪華！クイズ決定版（TBS、2007年 9月29日）
- 夢路（TBS、2007年12月16日）
- 有名人が集まる結婚相談所（日本テレビ、2009年7月21日）
- イケメンデルの法則＃30 （関西テレビ、2009年11月5日）※関西地区のみ
- 欽ちゃんのワースト脱出大作戦（NHK、2007年5月4日・2008年1月4日・3月20日・2010年8月20日・2011年1月7日・5月20日）
- ヒルナンデス!（日本テレビ放送網、2018年12月18日）格安コーデバトル
- ファッション通信（BSテレビ東京、2018年12月22日）
- ファッション通信（BSテレビ東京、2021年7月31日）
- ファッション通信（BSテレビ東京、2021年8月28日）

### ラジオ
- ENTERMAX（TOKYO FM）

### CM
- 大塚製薬 カロリーメイト
- スズキ ワゴンR
- JA共済
- 日本コカ・コーラ
- 東京ディズニーランド
- USJ ユニバーサルワンダーランドのクリスマス2014
- 日本コカ・コーラ シュウェップス 『リフレッシャーズ登場』篇
- 日本コカ・コーラ シュウェップス 『リフレッシャーズ夏』篇
- 日本コカ・コーラ シュウェップス 『リフレッシャーズ秋』篇
- USJ ユニバーサルワンダークリスマス2015
- USJ ユニバーサルワンダークリスマス2017
- ジョンソン・エンド・ジョンソン バンドエイド 快適プラス

### 広告
- ユニクロ ワールドキャンペーンタペストリー（2008年）
- Top to Top
- グローバルワーク
- コムサイズム
- DARIYA CORPORATION green bottle - オール媒体 イメージモデル
- スポーツオーソリティ アディダス
- Banana Republic
- BAYFLOW
- PLST

### SHOW
- Tokyo Girls Collection 2010 A/W（2010年9月4日）
- Tokyo Girls Collection 2010 S/S（2010年3月6日）